# Фантастични животни: Тайните на Дъмбълдор
„Фантастични животни: Тайните на Дъмбълдор“ (на английски: Fantastic Beasts: The Secrets of Dumbledore) е британско-американски фентъзи филм от 2022 г., режисиран от Дейвид Йейтс, със сценарий на Дж. К. Роулинг и Стив Клоувс, по оригинална история от Роулинг, продуциран от Хейдей Филмс и разпространяван от Warner Bros. Pictures. Филмът е продължение на Фантастични животни: Престъпленията на Гринделвалд (2018), като е трета част от поредицата Фантастични животни и е единадесетият във франчайза Магьоснически свят. Във филма участват Еди Редмейн, Катрин Уотерстън, Дан Фоглър, Алисън Съдол, Езра Милър, Калъм Търнър, Уилям Надилам, Попи Корби-Туш, Джесика Уилямс, Джуд Лоу и Мадс Микелсен. Действието се развива няколко години след Престъпленията на Гринделвалд и проследява Албус Дъмбълдор, който възлага на Нют Скамандър и неговите съюзници мисия, която ги отвежда в сърцето на армията на тъмния магьосник Гелърт Гринделвалд.
Снимачният период е плануван да започне в началото на 2020 г., но е отложен заради пандемията от COVID-19, официално снимките започват през септември 2020 г. Докато в първите два филма от поредицата ролята на Гринделвалд се изпълнява от Джони Деп, в Тайните на Дъмбълдор същата роля е поверена на Мадс Микелсен. Излизането на филма е отложено за 15 юли 2022 г., но в крайна сметка е насрочено за 15 април 2022 г.

## Сюжет
Няколко години след събитията в Престъпленията от Гринделвалд, историята се развива в Рио де Жанейро, Бразилия, и в Берлин, Германия, и води до участието на Магьосническия свят във Втората световна война. С бързо нарастващата сила на Гринделвалд, Албус Дъмбълдор поверява на Нют Скамандер и приятелите му мисия, която ще доведе до сблъсък с армията на черния магьосник, и ще накара Дъмбълдор да се замисли колко дълго ще остане настрана в наближаващата война.

## Актьори
- Еди Редмейн – Нют Скамандър
- Катрин Уотерстън – Порпентина „Тина“ Голдстин
- Дан Фоглър – Джейкъб Ковалски
- Алисън Судол – Куини Голдстин
- Езра Милър – Кридънс
- Калъм Търнър – Тезей Скамандър
- Уилям Надилам – Юсуф Кама
- Попи Корби-Туш – Винда Роше
- Джесика Уилямс – Професор Еуали Хикс
- Джуд Лоу – Албус Дъмбълдор
- Мадс Микелсен - Гелърт Гринделвалд
- Виктория Йетс – Бънти
- Ричард Койл – Абърфорт Дъмбълдор, брат на Албус
- Оливър Масучи – Ръководител на Международната конфедерация на магьосниците

## Продукция

### Разработване
През октомври 2014 г. Warner Bros. Pictures обявява поредицата като трилогия, чиято третата част ще излезе на 20 ноември 2020 г. През юли 2016 г. режисьорът Дейвид Йейтс потвърждава, че Дж. К. Роулинг има идеи за сценария на третия филм. През октомври 2016 г. е съобщено, че поредицата от филми Фантастични животни ще се състои от пет филма, а Еди Редмейн ще участва всички филми, изигравайки главната роля на Нют Скамандър, с продуценти Роулинг, Дейвид Хейман, Стив Клоувс и Лионел Уигрем. През ноември 2016 г. Йейтс потвърждава, че ще режисира всичките филми от филмовия франчайз.
През октомври 2018 г. Джони Деп намеква, че може да се върне с ролята на Гелърт Гринделвалд за третия филм, чиито снимки са насрочени за средата на 2019 г. През ноември 2019 г. Уорнър Брос публикува прессъобщение, в което се съобщава, че действието на филма ще се развива в Бразилия, а през пролетта на 2020 г. е обявено, че Стив Клоувс, който е сценарист на филмите за Хари Потър, се присъединява към проекта като сценарист.

### Кастинг
На 6 ноември 2020 г. Джони Деп обявява, че няма да изпълни ролята си на Гринделвалд, след като е помолен от Уорнър Брос да подаде оставка поради личните си правни проблеми. Деп е заснел само една сцена в Лондон, след като производството започва през септември 2020 г., а договорът му предвижда да му се плаща независимо от това дали филмът е завършен, или не. Съобщава се, че хонорарът на Деп е между $ 10 - $ 16 милиона. На 25 ноември 2020 г. Уорнър Брос обявява, че Мадс Микелсен ще замени Деп в ролята на Гринделвалд.

### Снимки
Снимачният период е насрочен да започне на 16 март 2020 г., но същия ден е отложен поради пандемията от COVID-19. Официално снимките започват на 20 септември 2020 г., като се вземат мерки за безопасност, за да се предпазят актьорският състав и екипът на продукцията. На 3 февруари 2021 г. снимките в студио Warner Bros. Studios, Leavesden във Великобритания са спрени, след като човек от екипа дава положителен резултат за коронавирус. Композиторът Джеймс Нютън Хауърд потвърждава по-късно същия месец, че продукцията е приключила със снимките.

## Издаване
Първоначално филмът трябваше да бъде издаден на 12 ноември 2021 г., но след напускането на Деп, поверяване на ролята му на Микелсен и пандемията от COVID-19, Уорнър Брос премества датата на издаване на 15 юли 2022 г. През септември 2021 г. излизането на филма е изтеглено с три месеца напред за 15 април 2022 г., заедно с обявяването на пълното заглавие.

## В България
В България филмът е пуснат на същата дата от „Александра Филмс“ и в IMAX формат. Преводът е на Христо Дерменджиев.
На 30 май 2022 г. е излъчен в стрийминг платформата „Ейч Би О Макс“.